# Arroyo Black Moshannon

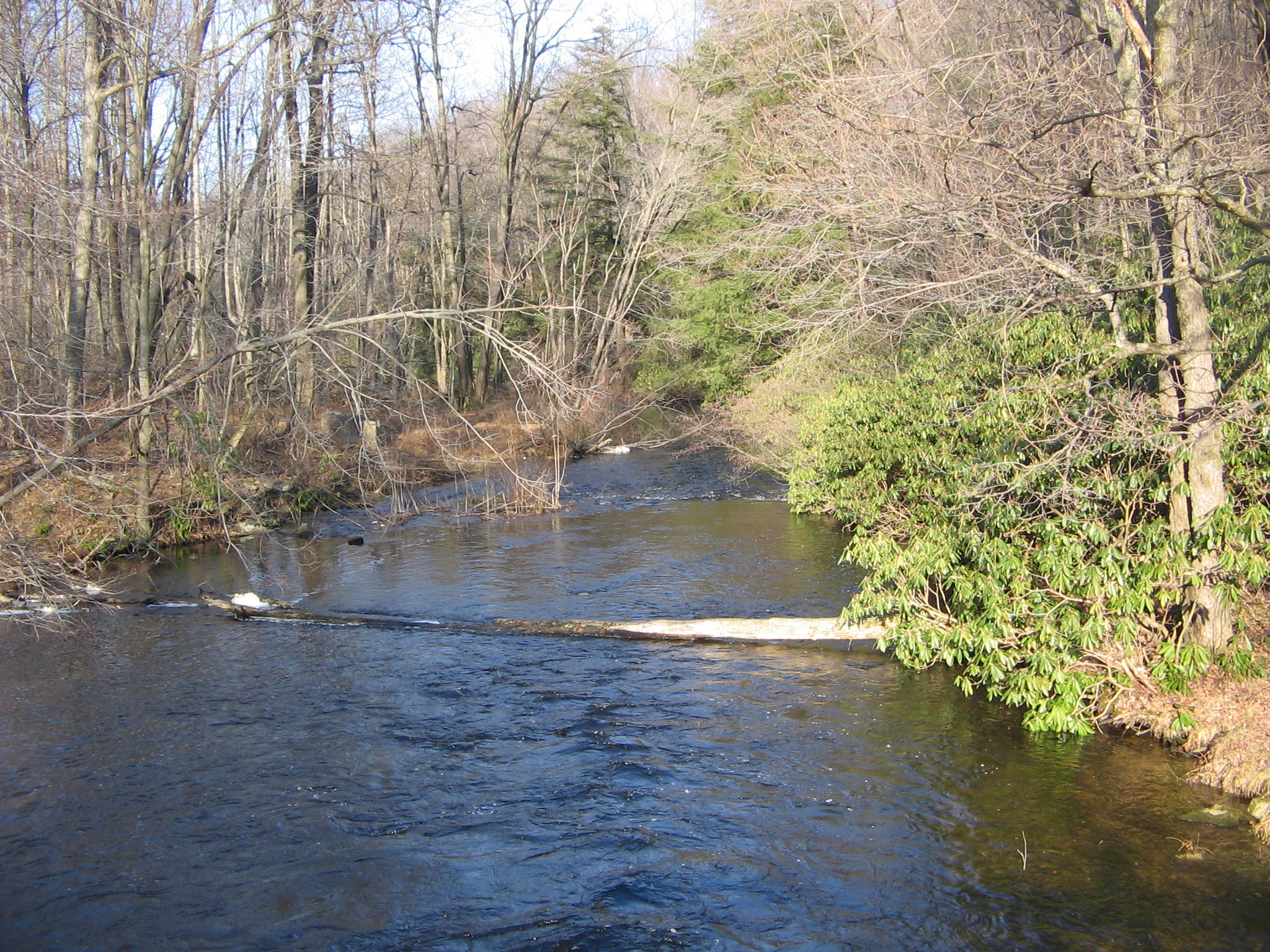
Arroyo Black Moshannon, corriente abajo a la salida de la represa del Parque Estatal Black Moshannon.

El arroyo Black Moshannon es un arroyo tributario del  arroyo Moshannon en el Condado Centre, del estado de Pennsylvania en los Estados Unidos.
Su nombre Moshannon deriva del vocablo  de una  tribu nativa del lugar "Moss-Hanne" que significa "paso del alce" (en inglés: moose stream). Históricamente el arroyo Black Moshannon era conocido como el "pequeño arroyo Moshannon" (en inglés: Little Moshannon Creek").
El arroyo Black Moshannon nace en la cima de la meseta Allegheny Plateau gracias a claros manantiales y pequeños arroyos que forman pantanales y finalmente confluyen en el Lago Black Moshannon de unas 100 ha de superficie, dentro del Parque Estatal Black Moshannon.  A partir de la represa del lago, el arroyo corre por la cuenca Moshannon y finalmente desemboca en el arroyo Moshannon unos 27.7 km más abajo, cerca de la comunidad de Moshannon, (Pennsylvania).
Una cerveza negra fuerte en el Otto's Pub & Brewery es conocida como "Black Mo" en referencia a este arroyo.